# Linda Johansson
Linda Johansson (* 27. Juli 1987) ist eine norwegische Skispringerin.
Johansson, die für den Verein Søre Ål IL startet, springt seit März 2006 unregelmäßig im Skisprung-Continental-Cup. Bei den Norwegischen Meisterschaften 2008 sprang sie auf den 7. Platz. Am 13. Februar 2009 gelang ihr mit dem 25. Platz in Notodden erstmals der Gewinn von Continental-Cup-Punkten. Auch im zweiten Springen konnte sie mit Platz 24 punkten und erreichte so den 65. Platz in der Continental-Cup-Gesamtwertung. Seitdem ist sie nicht mehr im Continental Cup gesprungen. Jedoch springt sie noch regelmäßig im Norges Cup. Bei den Norwegischen Meisterschaften 2009 sprang sie auf den 8. Platz.